# Anasphondylia myrtacea
Anasphondylia myrtacea är en tvåvingeart som beskrevs av Tavares 1920. Anasphondylia myrtacea ingår i släktet Anasphondylia och familjen gallmyggor. Inga underarter finns listade i Catalogue of Life.